# Венгерское радио

Логотип Венгерского радио

Венгерское радио (Magyar Rádió, MR) — закрытое товарищество, до 1995 года — государственная организация.

## Правопредшественники
Создано в 1974 году в результате разделения Венгерского радио и телевидения.

## Деятельность
Организация ведёт:
- вещание по 1-й радиопрограмме (MR1-Kossuth Rádió), звучавшей на ультракоротких и средних волнах[1];
- вещание по 2-й радиопрограмме (MR2-Petőfi Rádió), звучавшей на ультракоротких волнах;
- вещание по 3-й радиопрограмме (MR3-Bartók Rádió), звучавшей на ультракоротких волнах;
- с 1 мая 2006 года до 21 декабря 2012 года вещание по радиопрограмме «Радио Регионов» (MR 6 Régió Rádió)
- с 1 февраля 2007 года — вещание по радиопрограмме для национальных меньшинств (MR4-Nemzetiségi adások), на хорватском, немецком, румынском, сербском и словацком, болгарском, греческом, польском, армянском, русинском, украинском и словенском и цыганском языках, звучавшей на ультракоротких и средних волнах;
- с 1 февраля 2007 года — вещание по парламентской радиопрограмме (MR5-Parlamenti adások);
- вещание по музыкальной радиопрограмме (Dankó Rádió), звучавшей на ультракоротких, а в отдельных регионах на средних волнах.
- с 27 февраля 2012 года — вещание по международной радиопрограмме (Duna World Rádió), звучавшей через интернет
- до 2007 года — радиопередачи на заграницу, под позывным Радио Будапешт
- с 15 декабря 2009 года до 21 декабря 2012 года — вещание по радиопрограмме «Песни и мелодии» (MR 7 Dalok és dallamok), звучавшей на средних волнах и в Интернете

## Правоприемники
В 2015 году объединено с Венгерским телевидением в Дунайскую службу средств массовой информации.

## Владельцы
Товарищество на 100 % принадлежало государству в 1974—1995 гг. в лице Государственного комитета по телевидению и радиовещанию (Állami Rádió és Televízió Bizottság)

## Финансирование
Финансируется телекомпании осуществляется при помощи субсидий от государства и доходами от рекламы.